# Yonaguni-Monument

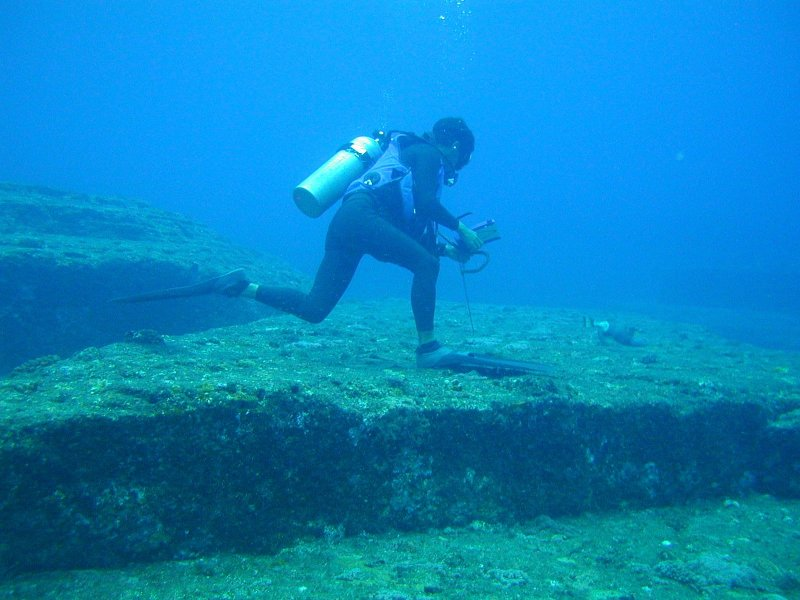
Gesteinsformationen des Yonaguni-Monuments

Das Yonaguni-Monument (jap. 与那国島海底地形 ‚Unterwasserformation der Yonaguni-Inseln‘), auch als Unterwasserpyramiden von Yonaguni bekannte Gesteinsformationen, liegen im äußersten Südwesten Japans, nahe der Insel Yonaguni im Ostchinesischen Meer, wenig mehr als 100 Kilometer von Taiwan entfernt. Ihr Ursprung ist unter Archäologen und Geologen umstritten.
Das Areal umfasst rund 5 Quadratkilometer und liegt seit dem Ende der letzten Eiszeit vor etwa 8000 Jahren unterhalb der Meeresoberfläche. In 5 bis 30 Metern Tiefe befindet sich die Felsformation, die etwa 200 Meter lang und 150 Meter breit ist. Da die Formationen verhältnismäßig exakte Proportionen und Kanten aufweisen, ist es strittig, ob sie geologisch entstanden sind, oder ob es sich um von Menschen errichtete Bauwerke handelt.

## Entdeckungsgeschichte
1985 entdeckte der japanische Taucher Kihachiro Aratake auf der Suche nach neuen Tauchgründen für Touristen seltsame Gesteinsformationen. Nach einer genaueren Betrachtung glaubte er, dass das steinerne Gebilde von Menschenhand bearbeitet worden war. Die genauen Kanten und die präzisen Winkel deuteten seiner Ansicht nach darauf hin.

## Thesen zur Entstehung

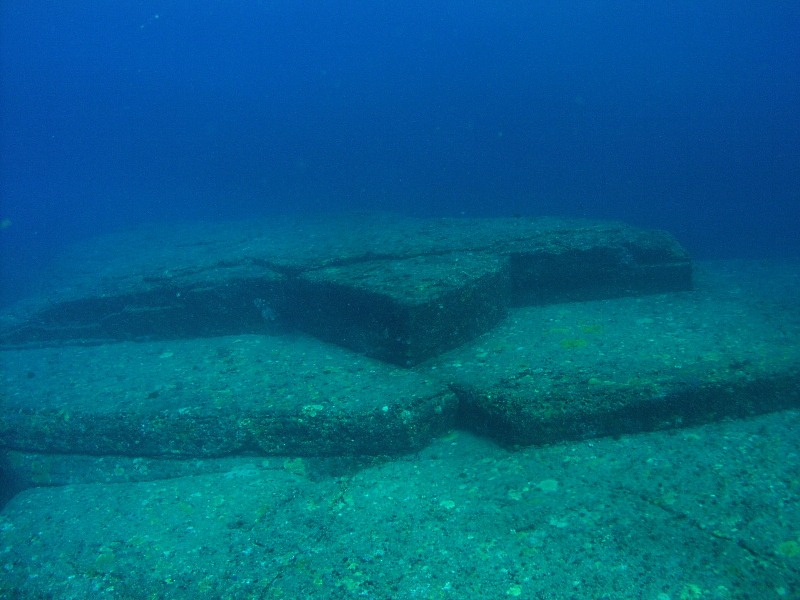
Formation, die als „The Turtle“ bezeichnet wird

Nach der gängigen Lehrmeinung handelt es sich um eine Erosionsplattform, die entstand, als sich die Formation noch innerhalb der Brandungszone befand. Mit dem Ende der Eiszeit, als der Meeresspiegel wieder anstieg, wurde sie dann überflutet und erhielt so das heutige Aussehen. Der Geologe und Profitaucher Wolf Wichmann hat die Formation in mehreren Tauchgängen untersucht und kam zu dem Schluss, dass es sich um ein natürliches Phänomen, nämlich den Rest einer Schorre, handelt. Laut Wichmann laufen alle Wände und Terrassen entlang natürlicher Schwachpunkte im Gestein, können also durch Erosion erklärt werden. Robert M. Schoch, Geologe an der Boston University, glaubt ebenfalls an einen natürlichen Ursprung, hält aber menschliche Bearbeitung für möglich.
Nach Ansicht einiger Archäologen und Geologen könnte es sich um Überreste einer Kultur handeln, die während der letzten Eiszeit im Südwesten Japans lebte. Sie stützen sich vor allem auf die geraden Linien und genauen Winkel, die nicht natürlichen Ursprungs sein könnten und eine gezielte Bearbeitung durch den Menschen als Erklärung notwendig machten. Außerdem fänden sich Löcher in der Formation, die als Säulenfundamente gedeutet werden könnten.
Der emeritierte Professor an der Universität Ryūkyū, Masaaki Kimura, forscht seit Jahrzehnten zum Yonaguni-Monument. Nach ihm handelte es sich um eine von Menschen bearbeitete Gesteinsformation, die sich vor etwas mehr als 8000 Jahren über dem Meeresspiegel befand. Da die akkurate Terrassen-Ausführung und die gleichmäßige Anordnung der Yonaguni-Formation seit dem Ende der Eiszeit unter Wasser läge, würde dies auf einen anthropogenen Ursprung hindeuten, so dass die erbauende Kultur vor rund 8.000 bis 10.000 Jahren existiert haben müsste. Für Kimura wäre das Monument vor der japanischen Küste das älteste Bauwerk der Welt, das bühnenähnliche Plateau Beweis für eine versunkene Hochkultur. Das steht im Widerspruch zu den universitären Vorstellungen zur Zivilisationsgeschichte – zur damaligen Zeit waren die meisten Menschen Jäger und Sammler – und zur Prähistorie Ostasiens. Auf den japanischen Inseln hat man aus dieser Zeit nur einfache Keramiken der Jōmon-Kultur gefunden.